# آئو تگن
آئو تگن (چینی: 敖特根; پین‌یین: Áo Tè-gēn؛ زادهٔ ۱۲ ژوئن ۱۹۷۵) جودوکار اهل چین بود. وی در بازی‌های المپیک تابستانی ۱۹۹۶ شرکت کرده‌است.